# Jaume Ponsarnau
Jaume Ponsarnau Goenaga (Lleida, 28 aprile 1971) è un allenatore di pallacanestro spagnolo.

## Palmarès
- Supercoppa spagnola: 1

Valencia: 2017
- Eurocup: 1

Valencia: 2018-2019
- FIBA Europe Cup: 1

Bilbao: 2024-2025